# Мьодзин
Мьодзин (яп. 明神礁, Мьо:дзин-сьо:) — кратер, входить у вулкан Байонезе Рокс, розташований приблизно в 450 км на південь від Токіо на глибині 50 м поруч з островами Ідзу. Вулканічна активність реєструється з 1869 року. Відтоді вулкан неодноразово вивергався, найсильніше виверження викликало появу і подальше зникнення невеликого острова.
Назва вулкану походить від назви рибальського човна, № 11 «Мьодзин-Мару» з міста Яїдзу префектури Сідзуока, команда якого першою засвідчила початок щонайпотужнішого виверження 1952 року.

## Ресурси Інтернету
- Вікісховище має мультимедійні дані за темою: Мьодзин
- Результати дослідження вулкану Мьодзин [Архівовано 5 лютого 2012 у Wayback Machine.](англ.)
- Global Volcanism Program Bayonnaise Rocks (англ.) [Архівовано 15 лютого 2013 у Wayback Machine.]